# Браун, Джордж (канадский политик)
Джордж Браун (англ. George Brown, 29 ноября 1818 года,
Аллоа, Клакманнан, Шотландия — 9 мая 1880 года, Торонто, Онтарио, Канада) — канадский политический деятель, журналист. Является одним из отцов канадской конфедерации — принимал участие в конференциях в Шарлоттауне и Квебеке.

## Биография
Джордж Браун родился и вырос в городе Эдинбурге. В 1837 году он вместе с отцом иммигрировал в Нью-Йорк. Они переехали в Торонто в 1843 году и основали газету «Banner» для сторонников пресвитерианской церкви Верхней Канады. 
В следующем году Браун начал издавать газету «Globe» в поддержку реформ для создания ответственного правительства. После победы реформаторов в 1848 году позиции газеты в Верхней Канаде были очень сильны. Проблемы взаимоотношения церкви и государства заставили его в 1851 году баллотироваться в законодательное собрание от округа Кент (в составе современного Лэмбтон — Кент — Мидлсекс).
Джордж Браун выступал за идею представительства по численности населения в созданной провинции Канада, что давало преимущество англо-протестантской восточной Канаде по сравнению с франко-католической западной Канадой. Браун пользовался поддержкой радикальной реформистской партии аграрной части провинции. Эта поддержка, и популярность газеты Globe привели к тому, что Браун выиграл выборы в конце 1857 года и сформировал правительство вместе с либералами Антуан-Эме Дориона. Однако баланс был очень хрупкий и правительство продержалось совсем недолго.
В 1861 году он временно покинул политику, к которой вернулся только в 1863 году после поездки в Англию и свадьбы на Анне Нельсон — дочери эдинбергского издателя. В 1864 году он присоединился к своим бывшим соперникам Джону А. Макдональду, Александру Галту и Жорж-Этьену Картье, стремившимся к объединению британских колоний. Браун был активным сторонником канадской конфедерации на первых двух конференциях, представлял план объединения в британском правительстве в 1864 году и принимал участие в дебатах канадской ассамблеи в 1865 году. Однако, в декабре 1865 года он покинул коалицию из-за внутренних разногласий.
В 1880 году трагический инцидент стал причиной смерти Джорджа Брауна. Один из уволенных сотрудников газеты выстрелил в него в его офисе. Несмотря на то, что Браун сумел опустить руку стрелявшего и пуля попала в ногу, через несколько месяцев он умер от развившейся гангрены.